# Peter Nieuwenhuis
Peter Marinus Nieuwenhuis (nascido em 3 de abril de 1951) é um ex-ciclista holandês, que foi ativo entre 1970 e 1976. Competiu nos Jogos Olímpicos de 1976 em Montreal, onde terminou em quinto na perseguição por equipes de 4 km. Conquistou a medalha de prata nesta mesma prova no Campeonato Mundial de 1973.
Sua esposa Minie Brinkhoff também foi uma ciclista de nível superior.